# Kiril Lazarov
Kiril "Kiro" Lazarov (makedonski: Кирил Лазаров, Sveti Nikole, 10. svibnja 1980.) je umirovljeni makedonski rukometaš. 
Igrao je na položaju desnog vanjskog, a trenutačno je izbornik makedonske rukometne reprezentacije.
Na Svjetskom rukometnom prvenstvu u Hrvatskoj 2009., Kiril Lazarov je srušio rekord po ukupnom broju golova, te postavio novi - 92 gola. Proglašen je najboljim strijelcem tog svjetskog prvenstva.
Brat je makedonskog rukometnog reprezentativca Filipa Lazarova.

## Vanjske poveznice
- Službena stranica  Arhivirana inačica izvorne stranice od 1. travnja 2020. (Wayback Machine) (engl.)
- Profil na EHF-u